# Diconocoris
Diconocoris is een geslacht van wantsen uit de familie van de Tingidae (Netwantsen). Het geslacht werd voor het eerst wetenschappelijk beschreven door Gustav Mayr in 1865.

## Soorten
Het genus bevat de volgende soorten:

- Diconocoris capusi (Horváth, 1906)
- Diconocoris distanti Drake, 1954
- Diconocoris greeni (Kirby, 1891)
- Diconocoris hewetti (Distant, 1908)
- Diconocoris inusitatus (Drake, 1927)
- Diconocoris javanus Mayr, 1865
- Diconocoris nepalensis (Distant, 1909)